# 32-я гвардейская стрелковая дивизия
32-я гвардейская стрелковая дивизия — гвардейская стрелковая дивизия Красной армии (РККА) ВС Союза ССР, в годы Великой Отечественной войны.
Сокращённое наименование — 32 гв. сд.
Сформирована на основе 2-го воздушно-десантного корпуса (2 вдк) в мае 1942 года. Полное действительное наименование, по окончании Великой Отечественной войны — 32-я гвардейская стрелковая Таманская Краснознамённая ордена Суворова второй степени дивизия.

## Участие в Великой Отечественной войне
В мае 1942 года в результате неудач на Крымском фронте планы советского командования о проведении воздушно-десантной операции в Крыму были отменены. 2-й воздушно-десантный корпус, переброшенный на Тамань 25 мая 1942 года, был переформирован в 32-ю гвардейскую стрелковую дивизию под командованием гвардии полковника М. Ф. Тихонова. При этом воздушно-десантные бригады были переформированы в гвардейские стрелковые полки дивизии.
В мае — июне 1942 года 32-я гвардейская стрелковая дивизия обороняла Таманский полуостров. В связи с тяжелейшей обстановкой под Севастополем была разработана десантная операция на Керченском полуострове:

 19 июня 1942. В состав десантной группы включить: в первом эшелоне — 32 гв. сд. и три батальона морской пехоты Черноморского флота; во втором эшелоне — 66, 154-ю морские сбр. и 103 сбр. Перевозка 66-й морской сбр. с Карельского фронта и 154-й морской сбр. с Северо-Западного фронта будет начата 20.06.1942 г.— Ставка ВГК
К 26 июня 32-я гвардейская стрелковая дивизия была сосредоточена на северном берегу Таманского полуострова, в районе Пересыпь, Ахтанизовская, где готовилась к десанту. Полки дивизии 26—30 июня проводили учения по высадке десанта, отрабатывали посадку на суда. Однако 1 июля высадка десанта была отменена. Части дивизии вновь выступили в южную часть Тамани для занятия обороны побережья от высадки десантов противника.
10 августа из Ставки командующему фронтом поступил категорический приказ: 

В связи с создавшейся обстановкой самым основным и опасным для Северо-Кавказского фронта и Черноморского побережья в данный момент является направление от Майкопа на Туапсе. Выходом противника в район Туапсе 47-я армия и все войска фронта, находящиеся в районе Краснодара, окажутся отрезанными и попадут в плен. Немедленно перебросить из 47-й армии 32-ю гвардейскую стрелковую дивизию (полковник М. Т. Тихонов) и занять ею вместе с 236-й стрелковой дивизией (полковник Г. Н. Корчиков) в три — четыре линии по глубине дорогу от Майкопа на Туапсе, и ни в коем случае, под вашу личную ответственность, не пропустить противника к Туапсе.
22 августа дивизия выдвигается на позиции с центром у станции Хадыженская. Первый натиск врага на Туапсе удаётся отбить, и бои приобретают местный характер вплоть до 25 сентября.
25 сентября 1942 года немецкие войска вновь перешли в наступление из района Хадыженской на Шаумян и Туапсе . На этом участке сдерживала натиск противника 32-я гвардейская стрелковая дивизия 18-й армии. Когда в этом направлении немецкие войска не смогли углубиться в нашу оборону, германским командованием было решено сменить направление удара восточнее и силами дивизионной группы Ланца выйти в тыл 18-й армии. К 5 октября месяца немцам удалось прорвать нашу оборону в нескольких местах, продвинуться вглубь нашей обороны и завладеть горами Оплепен, Гунай, Гейман, выйдя в долину реки Гунайка. Над Туапсе нависла реальная угроза захвата.
15 октября 1942 года противник вышел к южной окраине Шаумяна и в долину реки Пшиш — важный естественный рубеж обороны на подступах к Туапсе, что чрезвычайно осложнило обстановку на Туапсинском направлении. Дивизия оказалась между двумя вражескими группировками. 16 октября противник занял Навагинскую и вышел на участок обороны дивизии. 17 октября был захвачен Шаумян, и завязался бой за Елисаветпольский перевал. Отражая наступление противника со стороны Навагинской, дивизия вступила с ним в ожесточённые бои на горных тропах и дорогах, на лесистых вершинах гор, в глубоких ущельях и долинах. Лишь наступление ночи давало нашим бойцам кратковременную передышку в пронизывающих тело холоде и влажности.
20 октября противник потеснил части, оборонявшиеся на Елисаветпольском перевале, и захватил его. К исходу дня дивизия, имея во втором эшелоне 82-й гвардейский стрелковый полк в районе высоты 490,7, заняла оборону на рубеже Сарай-гора — долина реки Тук — 1,5—2 километра восточнее горы Седло, захваченной противником. При таком положении левый фланг советских войск не мог быть устойчивым.
С утра 21 октября на гору Седло начались контратаки дивизии во взаимодействии с частями 119-й стрелковой бригады и 328-й стрелковой дивизии. К 12 часам батальон 229-го пехотного полка гитлеровцев, занимавший гору, был уничтожен. Наши войска прочно заняли оборону: справа — 119-я стрелковая, слева — 68-я стрелковая бригады. Перед войсками была поставлена задача — не допустить прорыва противника из района Навагинской и перевала Елисаветпольского на запад и юго-запад.
К 23 октября передовые части противника подошли к Гойтхскому перевалу и северо-восточным склонам гор Каменистой, Семашхо, Два Брата. С вершин открывался вид на Черноморское побережье и Туапсе, до которого оставалось около 20 километров. Эти горы были последним рубежом, где необходимо было остановить врага.
В результате контрудара, начавшегося 25 октября, войска Черноморской группы очистили от гитлеровцев несколько важных в тактическом отношении долин и высот и отбросили врага на пять-шесть километров к северу. В этих боях мужественно сражались бойцы и командиры 83-й стрелковой бригады морской пехоты, 32-й гвардейской стрелковой дивизии, 119-й стрелковой бригады, 12-й гвардейской кавалерийской дивизии, 40-й мотострелковой бригады, 31-й стрелковой дивизии и других соединений и частей. Однако немецкие войска ещё не отказались от попытки захватить Туапсе.
В середине ноября противник вновь создал ударную группировку в районе севернее реки Пшиш для прорыва нашей обороны. На этот раз он нанёс удар через гору Семашхо по селу Георгиевскому, расположенному всего в 16 километрах северо-восточнее города. После ожесточённых боев немцы заняли южные склоны гор Индюк, Семашхо, Два Брата и Каменистой. Но, вклиниваясь на отдельных направлениях нашей обороны, противник сам ставил себя в невыгодное положение, оказавшись в полукольце окружения.
26 ноября войска Черноморской группы вновь перешли в контрнаступление. Гитлеровцы отчаянно сопротивлялись. К 20 декабря части и соединения Черноморской группы войск окружили и полностью разгромили семашхскую группу врага и вышли в долину реки Пшиш. На этом немцы окончательно оставили мысль о захвате Туапсе. Закончилась Туапсинская оборонительная операция, сыгравшая важную роль в летней кампании 1942 года.
Понеся потери личного состава и материальной части в ожесточённых и кровопролитных боях, дивизия перемолола части 101-й и 97-й легкопехотных и 46-й пехотной дивизий противника, 500-го батальона (штрафного) легиона и других частей. 13 декабря 1942 года Указом Президиума Верховного Совета СССР дивизия была награждена орденом Красного Знамени и получила наименование 32-й гвардейской Краснознамённой стрелковой дивизии.
3 января дивизия получила приказ: «Сдать свой участок обороны 236-й стрелковой дивизии и комбинированным маршем сосредоточиться в районе Туапсе». Дивизию перебрасывали в полосу действий 56-й армии.
5 февраля 1943 года дивизия в составе 56-й армии перешла в наступление и нанесла удар на Лакшукай. Однако из-за ожесточённого сопротивления противника, частям дивизии удалось лишь незначительно продвинуться вперед.

29.4.43 г. бывший командир 32 гв. сд гвардии полковник Ткачук донес командарму 56, что части дивизии овладели участком железной дороги восточнее Крымская и вышли к отметке 14.7. Проверкой этого факта было установлено, что дивизия, подходя к железнодорожной насыпи, встретила огонь противника и залегла. Вместо честного признания в положении дивизии полковник Ткачук стал на путь лжи.— Директива командующего войсками фронта № 005 «О недочётах в наступательных действиях войск», от 6 мая 1943 года.
В начале ноября 1943 года, участвуя в Керченско-Эльтигенской десантной операции, части дивизии высаживаются десантом на Керченский плацдарм. 5 ноября 1943 года дивизия в составе 11-го гвардейского стрелкового корпуса 56-й армии, отразив шесть контратак противника и сломив его сопротивление, заняла Оссовины, Баксы, Джанкой, Еникале.
В дальнейшем дивизия в составе Отдельной Приморской армии принимала участие в боях по освобождению Крымского полуострова, штурмовала Сапун-гору под Севастополем 7 — 9 мая 1944 года, а затем с боями вступила в Севастополь. 10 мая 1944 года Москва салютовала освободителям Крыма залпами 324 орудий. Указом Президиума Верховного Совета СССР от 24 мая 1944 года 32-я гвардейская стрелковая дивизия была награждена орденом Суворова II степени, а все её полки получили почётное наименование Севастопольских.
В мае 1944 года дивизия была передана в состав 2-й гвардейской армии, а её личный состав, наконец, получил небольшую передышку — армия была передислоцирована в район городов Дорогобуж, Ельня и с 20 мая находилась в резерве Ставки ВГК.
Однако уже в июле 1944 года войска армии были введены в состав 1-го Прибалтийского фронта и в ходе Шяуляйской наступательной операции отражали контрудары противника западнее и северо-западнее Шяуляя, а в октябре 1944 года участвовали в Мемельской наступательной операции.
20 декабря 1944 года армия была переподчинена 3-му Белорусскому фронту, а с середины января её войска, прорвав долговременную оборону противника в Восточной Пруссии, блокировали Кёнигсберг с юго-западного направления.
Затем в составе 3-го Белорусского фронта участвовала в Восточно-Прусской наступательной операции. После взятия 11 апреля 1945 года города Кёнигсберга, воины дивизии приступили к ликвидации оставшейся окружённой Земландской группировки противника. Во второй половине апреля война для 3-го Белорусского фронта завершилась полной и успешной ликвидацией всей восточно-прусской группировки противника.

## Послевоенная история
После Победы дивизия была выведена в Московский военный округ, её штаб дислоцировался в городе Калинин. В связи с сокращением Вооружённых Сил СССР 31 июля 1946 года дивизия была переформирована в 5-ю гвардейскую отдельную стрелковую бригаду. 20 октября 1953 года на базе этой бригады дивизия была воссоздана и получила наименование 66-я гвардейская механизированная дивизия. 5 июня 1957 года дивизия преобразована в 114-ю гвардейскую мотострелковую дивизию. В канун 20-летия Победы 6 февраля 1965 года дивизии был возвращён номер соединения военного времени и она стала именоваться 32-я гвардейская мотострелковая дивизия.
Осенью 1989 года 32-я гвардейская мотострелковая дивизия переформирована в 5210-ю гвардейскую базу хранения военной техники.

## Состав
- управление
- 80-й гвардейский стрелковый Севастопольский Краснознамённый полк
- 82-й гвардейский стрелковый Севастопольский ордена Кутузова полк
- 85-й гвардейский стрелковый Севастопольский полк
- 58-й гвардейский артиллерийский Севастопольский орденов Суворова и Кутузова полк
- 30-й отдельный гвардейский истребительно-противотанковый дивизион
- 28-я гвардейская зенитная батарея (до 25.4.43 г.)
- 11-й гвардейский миномётный дивизион (до 20.10.42 г.)
- 29-я отдельная гвардейская разведывательная рота
- 34-й отдельный гвардейский сапёрный батальон
- 39-й отдельный гвардейский батальон связи
- 402-й (27-й) медико-санитарный батальон
- 25-я отдельная гвардейская рота химической защиты
- 581-я (44-я) автотранспортная рота
- 529-й (43-й) дивизионный ветеринарный лазарет
- 587-я (26-я) полевая хлебопекарня
- 1915-я полевая почтовая станция
- 1760-я полевая касса Госбанка.

Боевой период: 25.05.1942 — 09.05.1945
- управление (г. Калинин)
- 416-й гвардейский мотострелковый Севастопольский Краснознамённый полк[~ 1] (г. Калинин)
- 418-й гвардейский мотострелковый Севастопольский ордена Кутузова полк[~ 2] (г. Калинин)
- 420-й гвардейский мотострелковый Севастопольский полк[~ 3] (г. Калинин)
- 378-й танковый Померанский орденов Кутузова и Богдана Хмельницкого полк[~ 4] (г. Калинин)
- 58-й гвардейский артиллерийский Севастопольский орденов Суворова и Кутузова полк[~ 5] (г. Калинин)
- зенитный артиллерийский полк (г. Калинин)
- отдельный ракетный дивизион (г. Калинин)
- отдельный противотанковый дивизион (г. Калинин)
- 39-й отдельный разведывательный батальон (г. Калинин)
- отдельный гвардейский инженерно-сапёрный Городокский Краснознамённый батальон (г. Калинин)
- 39-й отдельный гвардейский батальон связи (г. Калинин)
- 285-й отдельный ремонтно-восстановительный батальон (г. Калинин)
- 27-й отдельный медицинский батальон (г. Калинин)
- отдельный батальон обеспечения (г. Калинин)
- отдельная рота химической защиты (г. Калинин)
- ОВКР (г. Калинин)[5]

## Подчинение
- 01.06.1942 — 01.09.1942 — 47-й армия СевКФ
- 01.10.1942 — 01.01.1943 — 18-й армия ЗакФ
- 01.02.1943 — 56-й армия ЗакФ
- 01.04.1943 — 22-й стрелковый корпус СевКФ
- 01.05.1943 — 09.05.1945 — 11-й гвардейский стрелковый корпус

## Командиры дивизии
- Тихонов, Михаил Фёдорович (25.05.1942 — 04.03.1943), полковник, с 17.11.1942 генерал-майор
- Лучинский, Александр Александрович (06.03.1943 — 18.03.1943), полковник
- Ткачук, Александр Тимофеевич (19.03.1943 — 02.05.1943), полковник
- Василенко, Гавриил Тарасович (07.05.1943 — 20.01.1944), полковник
- Закуренков, Николай Кузьмич (21.01.1944 — 02.1946), полковник, с 3.06.1944 генерал-майор
- Пашков, Иван Захарович (10.05.1946 — 01.02.1951), генерал-майор
- Волков, Иван Фёдорович (01.02.1951 — 24.10.1953), полковник
- Белик, Пётр Алексеевич (24.10.1953 — 06.01.1954), генерал-майор
- Сурков, Владимир Авраамович (24.03.1954 — 19.05.1966), полковник, с 8.08.1955 генерал-майор танковых войск
- Абрамов, Константин Николаевич (19.05.1956 — 23.04.1958), генерал-майор танковых войск
- Морозов, Алексей Иванович (31.05.1958 — 30.06.1960), полковник, с 7.05.1960 генерал-майор
- Карпов, Василий Иванович (30.06.1960 — 01.08.1961), генерал-майор
- Якимович, Иван Сидорович (01.08.1961 — 25.07.1967), полковник, с 16.06.1965 генерал-майор
- Киволя, Пётр Фёдорович (25.07.1967 — ?), полковник, с 19.02.1968 генерал-майор

## Награды дивизии
- 25 мая 1942 года —  «Гвардейская» — почётное звание присвоено приказом Народного комиссара обороны СССР 25 мая 1942 года за проявленную отвагу в боях за Отечество с немецкими захватчиками, за стойкость, мужество, дисциплину и организованность, за героизм личного состава.
- 13 декабря 1942 года —  Орден Красного Знамени — награждена указом Президиума Верховного Совета СССР от 13 декабря 1942 года за образцовое выполнение боевых заданий командования на фронте борьбы с немецкими захватчиками и проявленные при этом доблесть и мужество.[6]
- 9 октября 1943 года — «Таманская» — почётное наименование присвоено приказом Верховного Главнокомандующего от 9 октября 1943 года в ознаменование одержанной победы и отличие в боях за освобождение Таманского полуострова.
- 24 мая 1944 года —  Орден Суворова II степени — награждена указом Президиума Верховного Совета СССР от 24 мая 1944 года за образцовое выполнение заданий командования в боях за освобождение города Севастополя и проявленные при этом доблесть и мужество[7].[8]

Награды частей дивизии:
- 80-й гвардейский стрелковый Севастопольский[9] Краснознамённый[10] полк
- 82-й гвардейский стрелковый Севастопольский[9] ордена Кутузова[11] полк
- 85-й гвардейский стрелковый Севастопольский[9] Краснознамённый ордена Суворова[10] полк
- 58-й гвардейский артиллерийский Севастопольский[9] ордена Кутузова[12] полк
- 30-й отдельный гвардейский истребительно-противотанковый ордена Александра Невского[11] дивизион

## Отличившиеся воины
- Андреев, Василий Аполлонович, гвардии младший сержант, пулемётчик 82-го гвардейского стрелкового полка.
- Андреев, Михаил Александрович, гвардии старший лейтенант, командир пулемётной роты 82-го гвардейского стрелкового полка.
- Бибилашвили, Александр Николаевич, гвардии капитан, командир батальона 80-го гвардейского стрелкового полка.
- Бурмистров Константин Иванович, гвардии старшина, командир отделения 82-го гвардейского стрелкового полка.
- Буцало, Василий Филиппович, гвардии старший сержант, командир отделения 82 гвардейского стрелкового полка.
- Волостнов, Николай Дмитриевич, гвардии сержант, командир расчёта станкового пулемёта 82-го гвардейского стрелкового полка.
- Гребенюк, Евтей Моисеевич, гвардии старший сержант, помощник командира взвода 85-го гвардейского стрелкового полка.
- Евтушенко, Алексей Евтихиевич, гвардии старший сержант, командир расчёта 76-мм орудия 80 гвардейского стрелкового полка.
- Жуков, Василий Фролович, гвардии лейтенант, командир роты 82 гвардейского стрелкового полка.
- Закуренков, Николай Кузьмич, гвардии генерал-майор, командир дивизии.
- Калабун, Валентин Васильевич, гвардии старший сержант, разведчик 80-го гвардейского стрелкового полка.
- Колесников, Фёдор Федосеевич, гвардии рядовой, сапёр 82 гвардейского стрелкового полка.
- Копылов Василий Иванович, гвардии младший сержант, командир отделения взвода пешей разведки 85-го гвардейского стрелкового полка.
- Новицкий Николай Михайлович, командир отделения боепитания 82-го гвардейского стрелкового полка
- Периев, Алиф Туриханович, гвардии сержант, командир отделения 80-го гвардейского стрелкового полка
- Рыженькин Иван Семёнович, гвардии старшина, командир расчёта 82-миллиметрового миномёта стрелкового батальона 82-го гвардейского стрелкового полка
- Синенко Василий Дмитриевич, гвардии старший сержант, пулемётчик 82-го гвардейского стрелкового полка
- Толстухин, Николай Иванович, гвардии подполковник, командир 85-го гвардейского стрелкового полка.
- Юркин Иван Трофимович, старший адъютант батальона 85-го гвардейского стрелкового полка